# Pinkwashing
Pinkwashing (Engels voor roze wassen) is een verzamelterm voor uiteenlopende (politieke) marketingstrategieën, gericht op het promoten van producten, landen, personen of andere entiteiten, door het schetsen van een homovriendelijk beeld, met als doel gezien te worden als tolerant, vooruitstrevend en modern, waarbij dit positieve beeld wordt gebruikt om iets anders te verhullen. Pinkwashing is een porte-manteauwoord van pink ("roze"), waarmee verwezen wordt naar de lhbt-gemeenschap, en whitewashing, letterlijk "witwassen". De beschuldiging is als eerste geuit tegen de staat Israël, maar wordt sindsdien vaker gebruikt.
Over pinkwashing door Israël zegt denker en professor vrouwen- en genderstudies aan de Rutgers-universiteit in New Jersey Jasbir Puar dat de lhbt-gemeenschap vatbaar is voor manipulatie door pinkwashing door de persoonlijke ervaring van de meeste leden ervan. De meesten hebben zelf homofobie meegemaakt, en hebben gezien hoe pas recentelijk hun rechten zijn gegarandeerd in wetgeving in westerse landen. Velen van hen zouden, onterecht, de mate van ontwikkeling van een land afmeten aan hoe een land omgaat met homoseksualiteit.

## Israël

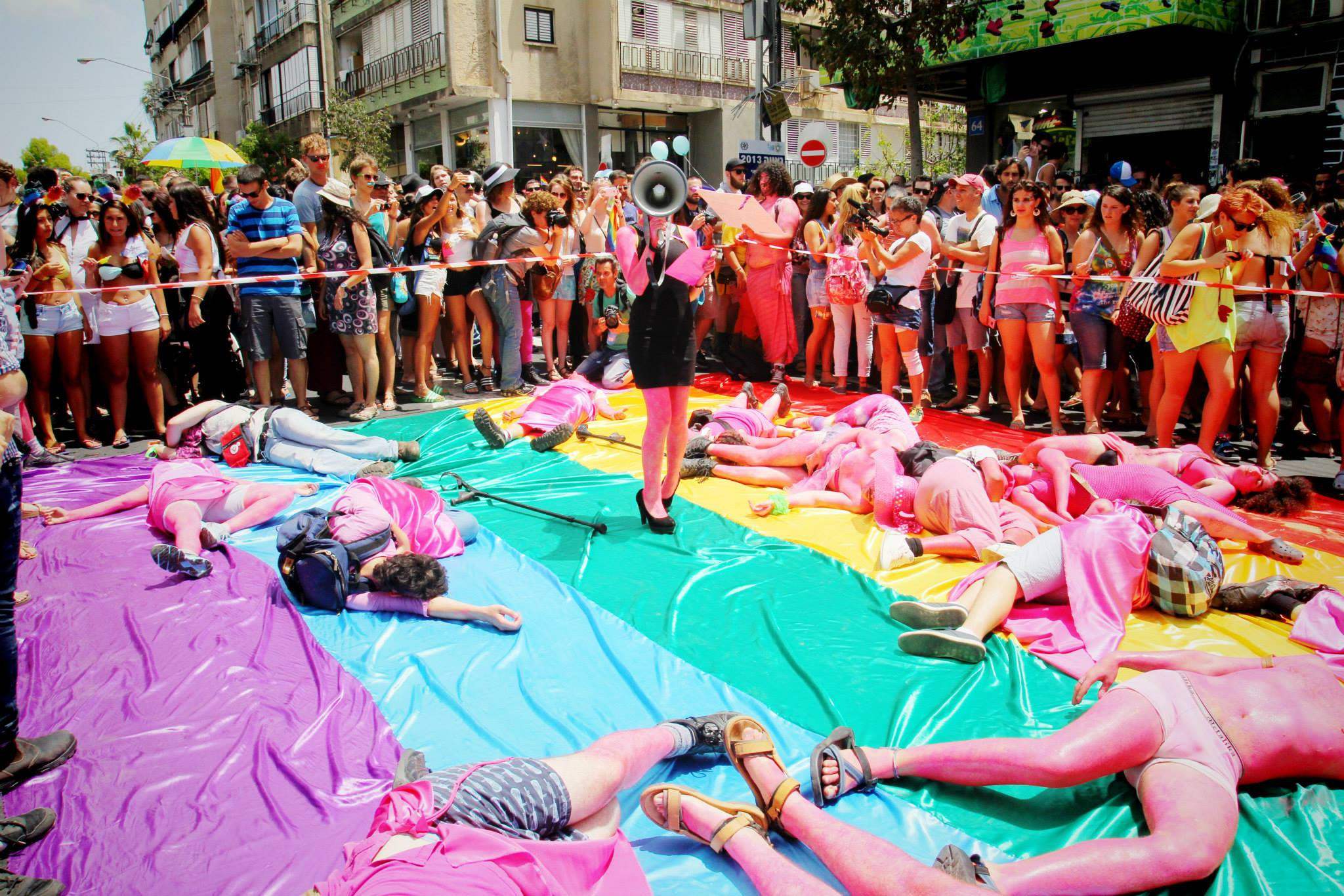
Die-in protest tijdens de Tel Aviv Gay Pride in 2013 tegen (onder andere) pinkwashing door de staat Israël

De eerste beschuldigingen van pinkwashing zijn geuit tegen Israël in 2006. Het Israëlische ministerie van buitenlandse zaken is in 2005 een toeristische reclamecampagne begonnen, die sinds 2006 deels gericht is op lhbt-toeristen. In die campagne werd Israël getoond als een modern land, dat mensenrechten zou garanderen, en probeerde zo het beeld bij te stellen dat in veel progressieve kringen in de Verenigde Staten en Europa zou heersen, dat vooral gebaseerd zou zijn op de manier waarop dat land de Palestijnen zou behandelen.
Door Israël zo af te schilderen, verhulde de campagne volgens Jasbir Puar, een professor aan de Rutgers-universiteit, de inperking van de vrijheid van de Palestijnen. Het Israëlisch-Arabische conflict wordt volgens haar sindsdien in een kader geplaatst waarin Israël beschaafd zou zijn, en andere volkeren en landen in de regio, de Palestijnen in het bijzonder, barbaarse, homofobe, terroristische fanatiekelingen. Deze boodschap is inderdaad in de hoogste regeringskringen herhaald, zoals in mei 2011 toen president Netanyahu voor het Amerikaanse congres verklaarde dat Israël een baken is van democratische en liberale waarden in het Midden-Oosten, een regio waar (in zijn woorden) verder vrouwen worden gestenigd, homo's worden opgehangen en christenen worden vervolgd en in 2015 een soortgelijke verklaring deed op dezelfde plek over Iran. Hiermee wordt het conflict gepresenteerd als een vals dilemma met betrekking tot mensenrechten.
Het Israëlische betoog als ware het een liberaal westers bastion in een achterlijke en barbaarse regio, zou de moeizame homo-emancipatie in het land zelf kapen voor politieke doeleinden en verhullen dat de lhbt-gemeenschap in het land nog niet op een gelijkwaardige behandeling kan rekenen en ook dat er aan de homo-acceptatie nog het een en ander schort. Zo bestaat er nog geen homohuwelijk, of werden in 2018 mannelijke homoseksuele stellen expliciet uitgesloten in wetgeving omtrent draagmoederschap.

## Rechts-populistische partijen
In verschillende Europese landen worden rechts-populistische partijen ervan beschuldigd homoseksualiteit en de lhbt-gemeenschap te gebruiken om islamofobie te propageren. De islam, en in het bijzonder de moslimgemeenschap, zouden intolerant zijn jegens de lhbt-gemeenschap waardoor westerse normen en waarden onder druk zouden komen te staan. De rechts-populistische partijen werpen zich op als beschermers van deze waarden tegen de veronderstelde intolerantie van de moslimgemeenschap.
Op die manier werpt in Nederland de PVV zich op als beschermer van homorechten en de homo-emancipatie, die bedreigd zouden worden door moslims. Als homo's echter vervolgd worden of onder druk komen te staan door christenen of anderen, zoals in Oeganda of Rusland, of bij andere misstanden, zoals de aanname van homofobe reglementen in Sint-Petersburg of het beperken van bloeddonatie door homomannen in Nederland zelf, wordt dit niet door deze partij aangekaart.
In 2012 in Stockholm hield de English Defence League, een Britse extreemrechtse anti-islamistische organisatie, samen met een aantal gelieerde organisaties, een "Counter Jihad Mars", tegelijkertijd met de Gay Pride Parade. Zij zijn hiervoor beschuldigd van pinkwashing.

## Internationale diplomatie
Westerse landen worden ervan beschuldigd pinkwashing te gebruiken als diplomatiek middel. Zo heeft de regering van Obama regelmatig Rusland beschuldigd van het discrimineren en vervolgen van leden van de lhbt-gemeenschap, maar laat bondgenoten zoals Honduras en Saudi-Arabië rustig hun gang gaan als die hetzelfde doen of zelfs veel verder gaan. Het Verenigd Koninkrijk krijgt vergelijkbare kritiek. Aan de ene kant uit het land kritiek op de situatie van de Russische lhbt-gemeenschap, maar aan de andere kant beschermt het lhbt-vluchtelingen die hun land ontvlucht zijn omdat ze daar gevaar lopen vanwege hun seksuele geaardheid, niet in vluchtelingencentra in het Verenigd Koninkrijk zelf.